# Powerless
«Powerless» — (в пер. з англ. «Безсилий») пісня американської рок-групи Linkin Park. Пісню написала група і спродюсувала шляхом співпраці вокаліста Майка Шиноди і Ріка Рубіна. Вона вийшла на ITunes як цифровий сингл та саундтрек фільму "Президент Лінкольн: Мисливець на вампірів" 31 жовтня 2012, в Японії. Пісня була вийшла як сингл у всьому світі через офіційний сайт групи. Пісня стала третім синглом, у п'ятому альбомі гурту Living Things.

## Список композицій
| Digital single | Digital single | Digital single | Digital single |
| #              | Назва          | Автор          | Тривалість     |
| -------------- | -------------- | -------------- | -------------- |
| 1.             | «Powerless»    | Linkin Park    | 3:44           |

## Чарт
| Чарт (2012)                       | Вища позиція |
| --------------------------------- | ------------ |
| UK Rock (Official Charts Company) | 40           |